# غاسبار دي بونو
غاسبار دي بونو (بالإسبانية: Gaspar de Bono)‏ (و. 1530 – 1571 م) هو برسبيتر شيخ إسباني، ولد في بلنسية، توفي في بلنسية، عن عمر يناهز 41 عاماً.